# Johannes Vetter
Johannes Vetter (* 26. März 1993 in Dresden) ist ein deutscher Leichtathlet, der sich auf den Speerwurf spezialisiert hat. Sein bisher größter Erfolg war der Gewinn der Weltmeisterschaft 2017. Am 6. September 2020 warf er mit 97,76 Metern den aktuellen deutschen Rekord und die mit dem aktuellen Speer zweitbeste jemals erzielte Weite.

## Berufsweg
Vetter besuchte das Sportgymnasium Dresden. Er ist Sportsoldat.

## Sportliche Karriere
Im Jahr 2014 wechselte er vom Dresdner SC zu Bundestrainer Boris Obergföll nach Offenburg. Dies bezeichnet er selbst als seinen entscheidenden Karriereschritt. Seitdem warf er regelmäßig über 80 Meter.
2015 erzielte er im Mai eine neue persönliche Bestweite von 85,40 Meter und wurde bei den Deutschen Meisterschaften in Wattenscheid mit 83,12 Meter Vizemeister. Wenig später belegte er bei den Weltmeisterschaften in Peking mit 83,79 Meter den siebten Platz.
2016 übertraf Vetter mit 84,38 Meter beim Pfingstsportfest in Rehlingen die Norm von 83,00 Meter für die Olympischen Spiele in Rio de Janeiro. Am 9. Juni 2016 stellte er beim Diamond-League-Meeting in Oslo als Zweiter hinter Thomas Röhler mit 87,11 Meter einen neuen persönlichen Rekord auf, den er am 25. Juni 2016 in Kuortane (Finnland) auf 88,23 Meter steigerte. Bei den Olympischen Spielen in Rio de Janeiro belegte er mit 85,32 Meter den vierten Platz; nur sechs Zentimeter fehlten zur Bronzemedaille. Am 3. September 2016 überbot er mit dem Siegeswurf beim ISTAF Berlin mit 89,57 Meter seinen persönlichen Rekord um 1,34 Meter, womit er auf Platz zwei der Weltjahresbestenliste und Platz vier der „ewigen“ deutschen Bestenliste rangierte.
Bei den Deutschen Meisterschaften 2017 gewann Vetter am 9. Juli 2017 mit 89,35 Meter vor Thomas Röhler (85,24 m). Nur zwei Tage später stellte er am 11. Juli in Luzern mit 94,44 m einen neuen deutschen Rekord auf, den Röhler erst am 5. Mai 2017 verbessert hatte. Außer Jan Železný erzielte kein Speerwerfer mit dem seit 1986 gültigen Speer eine größere Weite.
Bei den Weltmeisterschaften 2017 in London warf er in der Qualifikation eine Weite von 91,20 Meter und verbesserte damit den Qualifikationsrekord bei Weltmeisterschaften von Železný. Im Finale gewann er die Goldmedaille mit im ersten Versuch geworfenen 89,89 Metern.
2018 siegte Vetter beim Winterwurf-Europacup in Leiria mit Weltjahresbestleistung und European Team Championships Rekord (ETC Record) von 92,70 m, fast sieben Meter mehr als der im Vorjahr von Julian Weber aufgestellte Meisterschaftsrekord von 85,85 m. Bei den Deutschen Meisterschaften holte er mit 87,83 m Bronze.

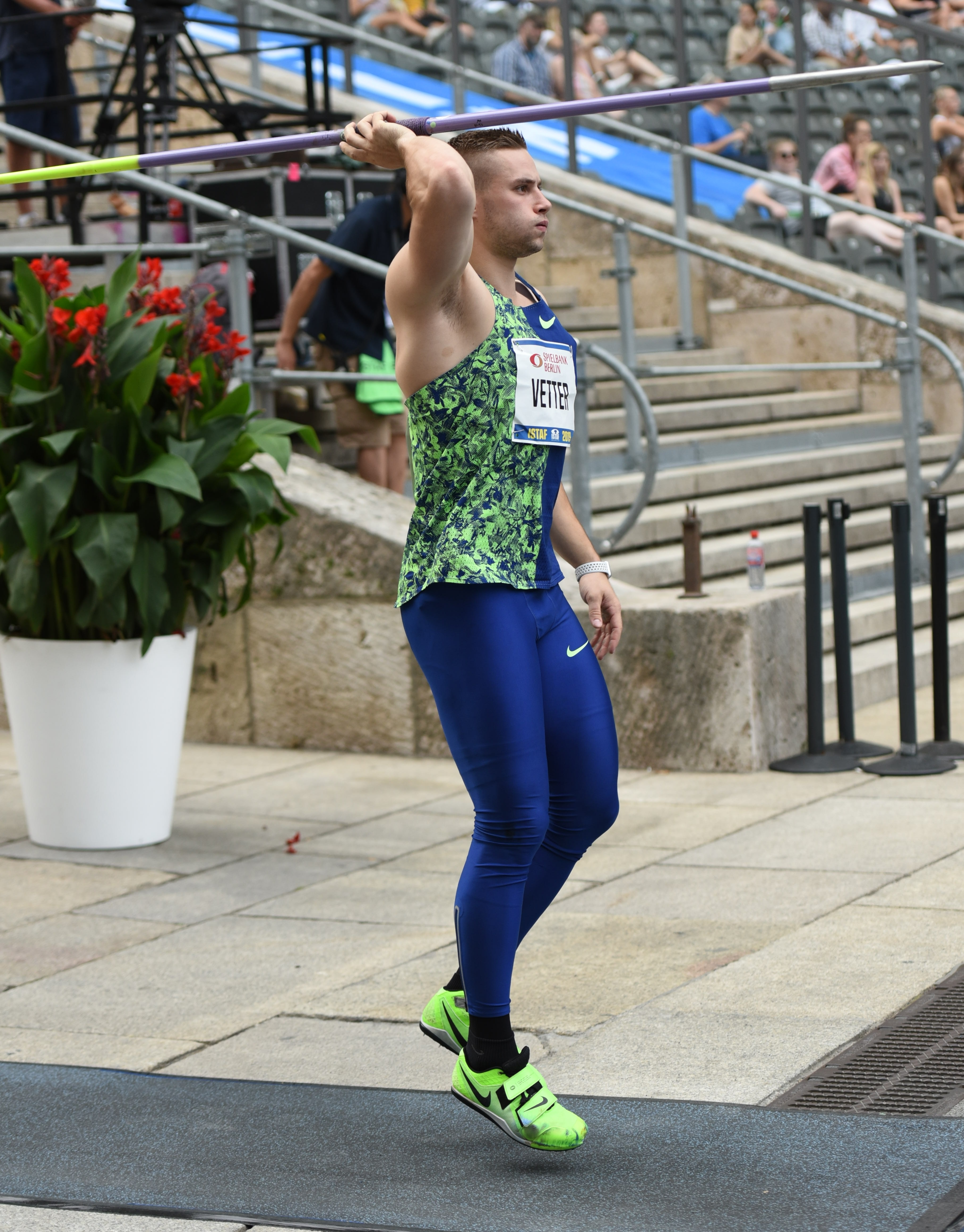
Vetter beim ISTAF Berlin 2019

2019 war Vetter wegen diverser Verletzungsproblemen zunächst ausgebremst und riskierte auch keinen Start bei den Deutschen Meisterschaften. Erst gegen Ende der Freiluftsaison fand er zur alten Form zurück. Beim Vergleichskampf „The Match“ siegte er mit dem Team Europa gegen die US-amerikanische Auswahl, wozu er mit einem Wurf auf 90,03 m beitrug. Mit dieser Weite führte Vetter auch die DLV-Jahresbestenliste an.
2020 wurde er in der wegen der COVID-19-Pandemie spät gestarteten Wettkampfsaison mit 87,36 m Deutscher Meister. Beim Meeting Memoriał Kamili Skolimowskiej der Continental Tour des Weltleichtathletikverbandes World Athletics in Chorzów gelang Vetter am 6. September mit 97,76 m der zweitweiteste Wurf seit der Einführung des neuen Speers im Jahr 1986. Nur Weltrekordhalter Jan Železný aus Tschechien warf am 25. Mai 1996 mit 98,48 m 72 cm weiter. Damit verbesserte er auch seinen eigenen deutschen Rekord aus dem Jahr 2017 um mehr als drei Meter.
2021 verpasste Vetter bei den Olympischen Sommerspielen in Tokio die erhoffte Medaille. Im Finale kam er als Top-Favorit mit 82,52 m nicht über Platz 9 hinaus, da er bei nassen Wetterbedingungen mit seiner Sprung-Wurf-Technik nicht zurechtkam.
Verletzungsbedingt musste er 2022 seinen Start bei den Weltmeisterschaften in Eugene, Oregon und bei den Europameisterschaften in München absagen.

## Vereinszugehörigkeiten
Vetter startet für die LG Offenburg, war 2015 beim SV Saar 05 Saarbrücken und davor beim Dresdner SC 1898.

## Politik
Bei den Kommunalwahlen 2019 und 2024 wurde Vetter als Kandidat der Freien Wähler zum Mitglied des Gemeinderates von Offenburg gewählt.
Vetter war Mitglied der 17. Bundesversammlung zur Wahl des Bundespräsidenten 2022, wofür er von der CDU-Fraktion im baden-württembergischen Landtag nominiert worden war.

## Jahresbestleistungen
(bis 2010 700-g-Speer, ab 2011 800-g-Speer)
| Jahr | Bestleistung |
| 2009 | 58,10 m      |
| 2010 | 68,73 m      |
| 2011 | 71,60 m      |
| 2012 | 61,39 m      |
| 2013 | 76,58 m      |
| 2014 | 79,75 m      |
| 2015 | 85,40 m      |
| 2016 | 89,57 m      |
| 2017 | 94,44 m      |
| 2018 | 92,70 m      |
| 2019 | 90,03 m      |
| 2020 | 97,76 m DR   |
| 2021 | 96,29 m      |

## Erfolge
national
- 2009: 15. Platz Deutsche Jugendmeisterschaften U18
- 2010: 9. Platz Deutsche Jugendmeisterschaften
- 2011: 10. Platz Deutsche Jugendmeisterschaften
- 2012: 9. Platz Deutsche Winterwurf-Meisterschaften
- 2013: 5. Platz Deutsche U23-Meisterschaften
- 2014: Deutscher U23-Vizemeister
- 2014: 5. Platz Deutsche Meisterschaften
- 2015: Deutscher U23-Meister
- 2015: Deutscher Vizemeister
- 2016: 4. Platz Deutsche Meisterschaften
- 2017: Deutscher Meister
- 2018: 3. Platz Deutsche Meisterschaften
- 2020: Deutscher Meister

international
- 2015: 4. Platz U23-Europameisterschaften
- 2015: 2. Platz Team-Europameisterschaft (Einzel und Mannschaft)
- 2015: 7. Platz Weltmeisterschaften
- 2016: 4. Platz Olympische Spiele
- 2017: Weltmeister
- 2018: 1. Platz Winterwurf-Europacup
- 2021: 9. Platz Olympische Spiele

## Auszeichnungen
- 2017:
  - Europas Leichtathlet des Jahres als erster Deutscher bei den Männern
  - Deutschlands Leichtathlet des Jahres
  - 3. Platz Deutschlands Sportler des Jahres
  - Goldene Henne in der Kategorie Aufsteiger des Jahres
  - Champion des Jahres
- 2020:
  - Deutschlands Leichtathlet des Jahres („wertvollste Leistung“)
  - 2. Platz Deutschlands Sportler des Jahres
  - Sportsoldat des Jahres der Bundeswehr[12]
- 2024: 
  - Silbernes Lorbeerblatt